# Villa Avellino-De Gemmis

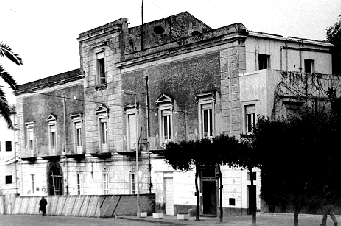
Villa Avellino-De Gemmis in Pozzuoli auf einem Foto aus dem Jahre 1967

Die Villa Avellino-De Gemmis ist ein Landhaus aus dem 16. Jahrhundert in Pozzuoli in der italienischen Region Kampanien. Es liegt an der Via Carlo Maria Rossini.

## Geschichte
Das um 1540 entstandene Haus gehörte zunächst den Fürsten Colonna aus Stigliano und anschließend für kurze Zeit den Benediktinerpatern der Territorialabtei Montevergine.
Wegen des absteigenden Bradyseismos, der die Stadt Pozzuoli betrifft, waren die Benediktinerpater 1787 gezwungen, ihren Konvent aufzugeben.
Mit der Auflösung des Ordens fiel das Anwesen an die Herzöge von Lusciano und wurde von deren Erben am 15. März 1836 an den Archäologen Francesco Maria Avellino verkauft. Später fiel es an die Barone De Gemmis aus Terlizzi.
Am 13. Januar 1980 wurde der Garten der Villa Eigentum der Stadt und wurde zu einem öffentlichen Park umgestaltet (Die Enteignung betraf eine Fläche von etwa 28.500 m²).
Die Kapelle Sant'Andrea an der Via Carlo Maria Rossini wurde bald nach 1980 in ein Restaurant umgewandelt, wobei die Stuckarbeiten und ein schöner Altar aus polychromem Marmor zerstört wurden.
Im Jahre 2011 entstand im Inneren des sorgsam umgebauten Landhauses die historische Residenz Villa Avellino. Die Restaurierungsarbeiten ließen die heutigen Eigentümer unter Beachtung der Geschichte des Gebäudes, des Umweltschutzes und der Energieeinsparung durchführen.
Es scheint, dass es in dem Landhaus verschiedene wertvolle Bildwerke gab, die nicht mehr erhalten sind, insbesondere ein Gemälde des Malers Giacinto Diano (1731–1803) aus Pozzuoli, von dem einige Werke in der Kirche San Raffaele, nur wenige Schritte von dem Landhaus entfernt, zu bewundern sind.